# IC 3441
IC 3441 је спирална галаксија у сазвјежђу Береникина коса која се налази на листи објеката дубоког неба у Индекс каталогу.
Деклинација објекта је + 28° 51' 13" а ректасцензија 12h 31m 4,5s. Привидна величина (магнитуда) објекта IC 3441 износи 14,7 а фотографска магнитуда 15,5. IC 3441 је још познат и под ознакама MCG 5-30-10, PGC 41412.